# María Celia Rubio
María Celia Rubio de Varacchi ist eine uruguayische Politikerin.
María Celia Rubio, die der Partido Colorado angehört, hatte als Repräsentantin des Departamento Rocha in der 43. Legislaturperiode vom 15. Februar 1990 bis zum 14. Februar 1995 ein Titularmandat als Abgeordnete in der Cámara de Representantes inne.